# رایجو

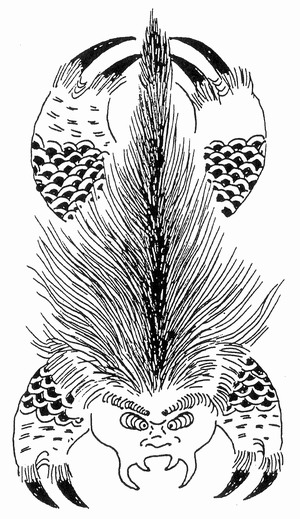
رایجویی به تصویر کشیده شده در بان کوکه کاندا-جیهیتسو.

رایجو (به زبان ژاپنی: 雷獣 به زبان فارسی: هیولای رعد آسا) موجودی افسانه‌ای از اساطیر ژاپن می‌باشد؛ که بدنش از آذرخش و تندر تشکیل و گاهی ممکن است چهره گربه، روباه، راسو یا گرگ داشته باشد. شکل سفید و آبی گرگ (یا حتی گرگی که در رعد و برق پیچیده شده باشد) هم می‌تواند جزو رایجوها به حساب آید؛ و گاهی هم ممکن است مانند گوی آذرخش قابلیت پرواز داشته باشند. (در واقع، گاهی اوقات پدیده رعد و برق را به وجود موجود اشاره دارد). و صدایشان مانند غرش آسمان است.